# Rejon morgauski
Rejon morgauski (ros. Моргаушский район, czuw. Муркаш районĕ) – rejon w należącej do Rosji nadwołżańskiej republice Czuwaszji.

## Położenie i powierzchnia
Rejon morguaski leży w północnej części republiki, przy rzece Wołdze i ma powierzchnię 845,3 km². Większość obszaru (72%) stanowią obszary rolnicze, zwłaszcza pastwiska, zajmujące ok. 60% ogólnej powierzchni rejonu. Niewielką część terytorium rejonu porastają lasy.

## Ludność
W 2005 r. w rejonie morguaskim żyło ok. 36,8 tys. osób. Całość populacji stanowi ludność wiejska, gdyż na obszarze tej jednostki podziału administracyjnego nie ma miast.
Gęstość zaludnienia w rejonie wynosi 43,5 os./km²
98% ludności rejonu stanowią Czuwasze. Na pozostałe 2% składają się inne narodowości, m.in. Rosjanie i Ukraińcy.

## Stolica i ośrodki osadnicze
Ośrodkiem administracyjnym rejonu jest wieś Morgauszi. Oprócz niej na terenie rejonu znajduje się 176 innych wsi.

## Gospodarka
Rejon morguaski jest obszarem słabo rozwiniętym regionem rolniczym. Rolnictwo dostarcza ok. 70% PKB rejonu. Nastawione jest ono głównie na hodowlę o kierunku mleczno-mięsnym. Ponadto uprawia się tutaj m.in. ziemniaki i zboża. W większych wsiach istnieją niewielkie zakłady przemysłowe, głównie związane z przemysłem spożywczym i przetwórstwem płodów rolnych rejonu (jak mleczarnie, piekarnie).

## Historia
Rejon utworzono 10 lutego 1940 r.